# Oswaldo Alanís
Oswaldo Alanís Pantoja (Morelia, 1989. március 18. –) a mexikói válogatott labdarúgója, a Guadalajara hátvédje. A Santos Laguna csapatával egyszeres (2015 Clausura), a Guadalajarával szintén egyszeres (2017 Clausura) mexikói bajnok.

## Pályafutása

### Klubcsapatokban
A mexikói bajnokságban 2009. április 26-án mutatkozott be, amikor is csapata, a CD Estudiantes Tecos 1–2-es győzelmet aratott az América vendégeként.
2012-ben a Santos Lagunához igazolt, amellyel 2014-ben kupát, 2015-ben pedig bajnokságot nyert. Ebben az évben a Guadalajara játékosa lett, itt 2017-ben lett bajnok.

### A válogatottban
A mexikói válogatottban először 25 évesen, 2014 szeptemberében lépett pályára egy Chile elleni barátságos mérkőzésen. A 2015-ös CONCACAF-aranykupa keretébe az eredetileg nevezett Héctor Moreno sérülése miatt került be, először a negyeddöntőben lépett pályára, csereként a hosszabbítás idejére.

#### Mérkőzései a válogatottban
| Mexikó | Mexikó               | Mexikó                                         | Mexikó           | Mexikó   | Mexikó              | Mexikó                          | Mexikó | Mexikó  |
| #      | Dátum                | Helyszín                                       | Hazai            | Eredmény | Vendég              | Kiírás                          | Gólok  | Esemény |
| ------ | -------------------- | ---------------------------------------------- | ---------------- | -------- | ------------------- | ------------------------------- | ------ | ------- |
| 1.     | 2014. szeptember 6.  | Santa Clara, Levi’s Stadion                    | Mexikó           | 0 – 0    | Chile               | barátságos                      | 0      |         |
| 2.     | 2014. szeptember 9.  | Commerce City, Dick's Sporting Goods Park      | Mexikó           | 1 – 0    | Bolívia             | barátságos                      | 0      | 85'     |
| 3.     | 2014. október 9.     | Tuxtla Gutiérrez, Estadio Víctor Manuel Reyna  | Mexikó           | 2 – 0    | Honduras            | barátságos                      | 1      | 37'     |
| 4.     | 2014. november 12.   | Amszterdam, Amsterdam ArenA                    | Hollandia        | 2 – 3    | Mexikó              | barátságos                      | 0      | 80'     |
| 5.     | 2015. március 31.    | Kansas City, Arrowhead Stadion                 | Mexikó           | 1 – 0    | Paraguay            | barátságos                      | 0      |         |
| 6.     | 2015. április 15.    | San Antonio, Alamodome                         | Egyesült Államok | 2 – 0    | Mexikó              | barátságos                      | 0      | 46'     |
| 7.     | 2015. július 19.     | East Rutherford, MetLife Stadium               | Mexikó           | 1 – 0    | Costa Rica          | CONCACAF-aranykupa, negyeddöntő | 0      | 92'     |
| 8.     | 2015. július 22.     | Atlanta, Georgia Dome                          | Panama           | 1 – 2    | Mexikó              | CONCACAF-aranykupa, elődöntő    | 0      | 46'     |
| 9.     | 2015. július 26.     | Philadelphia, Lincoln Financial Field          | Jamaica          | 1 – 3    | Mexikó              | CONCACAF-aranykupa, döntő       | 0      |         |
| 10.    | 2015. szeptember 4.  | Sandy, Rio Tinto Stadium                       | Mexikó           | 3 – 3    | Trinidad és Tobago  | barátságos                      | 0      | 73'     |
| 11.    | 2015. szeptember 8.  | Arlington, AT&T Stadion                        | Mexikó           | 2 – 2    | Argentína           | barátságos                      | 0      | 85'     |
| 12.    | 2015. november 17.   | San Pedro Sula, Estadio Olímpico Metropolitano | Honduras         | 0 – 2    | Mexikó              | vb-selejtező                    | 0      | 46'     |
| 13.    | 2017. február 8.     | Las Vegas, Sam Boyd Stadium                    | Mexikó           | 1 – 0    | Izland              | barátságos                      | 0      |         |
| 14.    | 2017. június 1.      | East Rutherford, MetLife Stadium               | Mexikó           | 3 – 1    | Írország            | barátságos                      | 0      | 46'     |
| 15.    | 2017. június 8.      | Mexikóváros, Estadio Azteca                    | Mexikó           | 3 – 0    | Honduras            | vb-selejtező                    | 1      | 34'     |
| 16.    | 2017. június 11.     | Mexikóváros, Estadio Azteca                    | Mexikó           | 1 – 1    | Egyesült Államok    | vb-selejtező                    | 0      | 31'     |
| 17.    | 2017. június 21.     | Szocsi, Fist Olimpiai Stadion                  | Mexikó           | 2 – 1    | Új-Zéland           | konföderációs kupa, csoportkör  | 0      | 46'     |
| 18.    | 2017. június 24.     | Kazany, Kazany Aréna                           | Mexikó           | 2 – 1    | Oroszország         | konföderációs kupa, csoportkör  | 0      | 70' 92' |
| 19.    | 2017. június 29.     | Szocsi, Fist Olimpiai Stadion                  | Németország      | 4 – 1    | Mexikó              | konföderációs kupa, elődöntő    | 0      |         |
| 20.    | 2017. október 10.    | San Pedro Sula, Estadio Olímpico Metropolitano | Honduras         | 3 – 2    | Mexikó              | vb-selejtező                    | 0      | 67'     |
| 21.    | 2018. január 31.     | San Antonio, Alamodome                         | Mexikó           | 1 – 0    | Bosznia-Hercegovina | barátságos                      | 0      | 18' 46' |
| 22.    | 2018. május 28.      | Pasadena, Rose Bowl                            | Mexikó           | 0 – 0    | Wales               | barátságos                      | 0      | 46'     |
| 23.    | 2018. szeptember 11. | Nashville, Nissan Stadium                      | Egyesült Államok | 1 – 0    | Mexikó              | barátságos                      | 0      | 86'     |
|        | Összesen             |                                                |                  | 23       | mérkőzés            |                                 | 2      | gól     |